# Fawcett Society
La Fawcett Society est une société savante établie en 1953 à Londres.

## Histoire
L'origine du mouvement se trouve en 1865, dans la Kensington Society, qui prend en 1867 le nom de The London Society for Women’s Suffrage, avec à sa tête John Stuart Mill. Les premiers membres sont  Helen Taylor, Frances Power Cobbe, Lydia Becker, Millicent Fawcett, Barbara Bodichon, Jessie Boucherett, Emily Davies, Francis Mary Buss, Dorothea Beale, Anne Clough, Lilias Ashworth Hallett, Louisa Smith, Alice Westlake, Katherine Hare, Harriet Cook, Catherine Winkworth, Kate Amberley, Elizabeth Garrett médecin et sœur de Millicent Fawcett, Priscilla Bright McLaren et Margaret Bright Lucas.
En 1953, la société prend le nom de Fawcett Society.